# Air France Hop
HOP! — французька регіональна авіакомпанія, що базується в паризькому аеропорту Орлі. Є дочірньою компанією Air France. Входить до групи Air France-KLM.
Штаб-квартира авіакомпанії розташована в комуні Рюнжі, у Франції.

## Історія
Створена 31 березня 2013 шляхом злиття трьох регіональних авіаперевізників Франції, контрольованих Air France: Airlinair, Régional і Brit Air. Як повідомляється самим керівництвом Air France це рішення було прийнято у зв'язку високим зростанням конкуренції у сфері регіональних перевезень у Франції.
У 2014 Air France з метою скорочення витрат оголосила про масштабну реструктуризацію своєї маршрутної мережі на коротких і середньомагістральних маршрутах, в результаті чого рейси на таких напрямках авіакомпанія передасть своїм бюджетним підрозділам HOP! і Transavia France починаючи з 2015 року. У зв'язку з цим можливо і суттєве зниження рівня обслуговування при перельоті.

## Маршрутна мережа
Основними хабами авіакомпанії HOP! є аеропорти Париж-Орлі, Париж—Шарль-де-Голль а також ліонський аеропорт Ліон-Сент-Екзюпері, звідки HOP! виконує регулярні рейси по всій Франції та міста Великої Британії, Німеччини, Бельгії, Іспанії, Швеції, Норвегії, Хорватії.

## Флот
Флот станом на квітень 2018 :

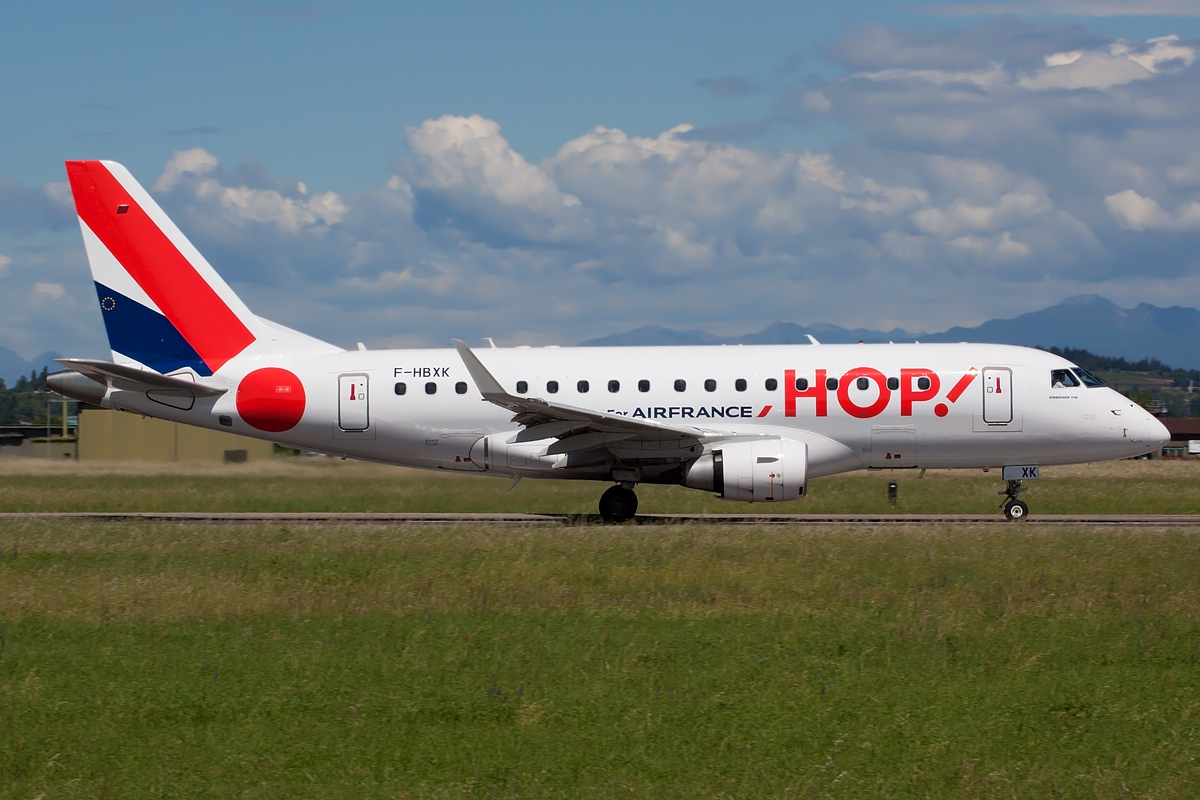
Embraer 170 в аеропорту Верони

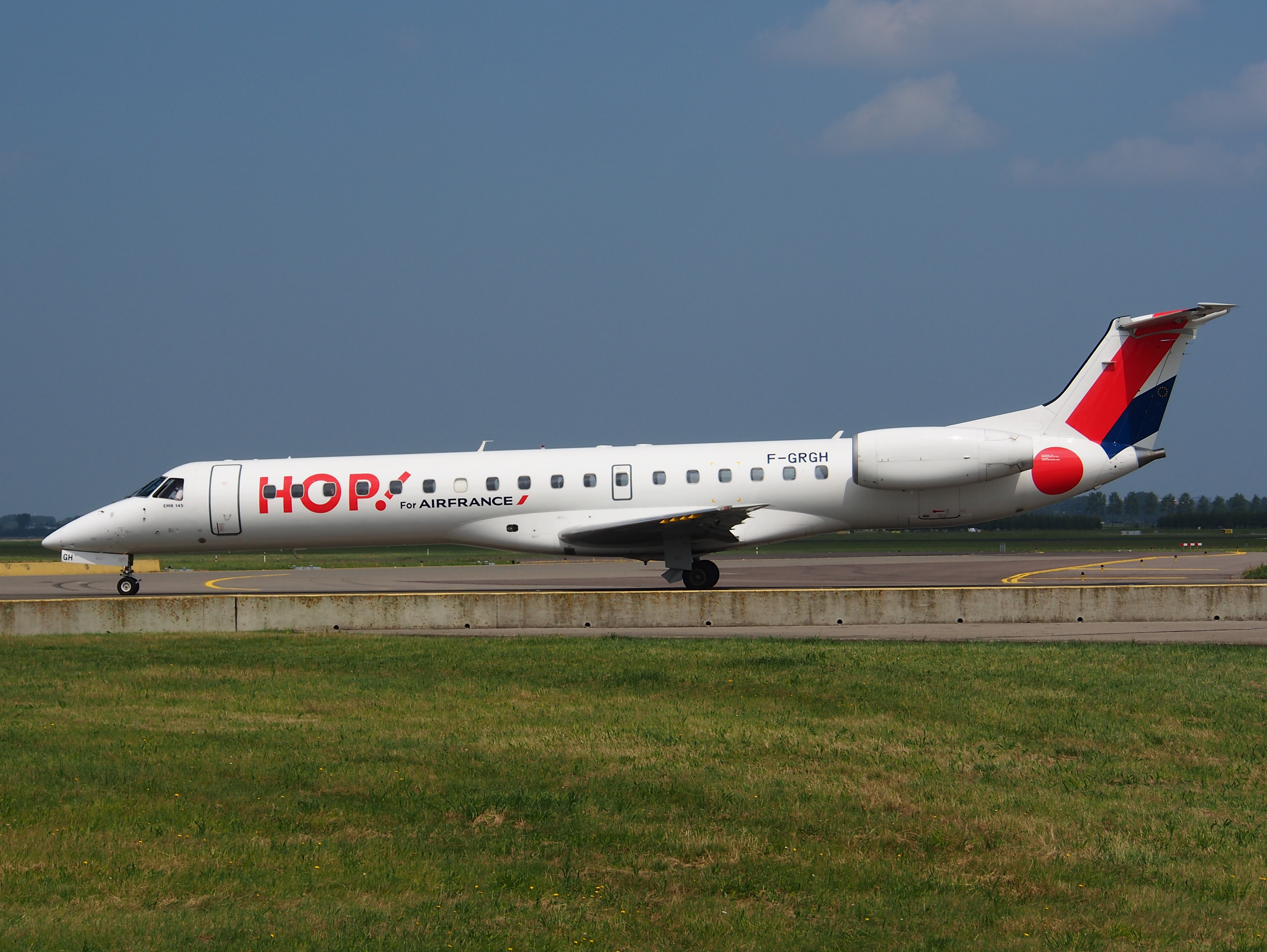
Embraer ERJ-145 авіакомпанії HOP!

Всі літаки авіакомпанії в однокласному компонуванні економічного класу.